# Plagiometriona flavescens
Plagiometriona flavescens  (лат.) — вид жуков щитоносок (Cassidini) из семейства листоедов. Эндемик Южной Америки: Аргентина (Misiones), Бразилия (Mato Grosso, Rio de Janeiro, Sao Paulo), Уругвай (Misiones). Форма тела уплощённая. Растительноядный вид, питается растениями семейства паслёновые (Solanaceae: Acnistus spinosus, Solanum sisymbrifolium; Acnistus arborescens, Aureliana fasciculata; Vassobia breviflora; Aureliana fasciculata).